# Pacto de Belaveja
О Pacto de Belaveja, também conhecido como Acordo de Belaveja (em russo:  Белове́жское соглаше́ние) foi um documento não oficial assinado confidencialmente em 8 de dezembro de 1991, pelos presidentes da Federação Russa, Bielorrússia e Ucrânia, que declarava extinta a União Soviética e reafirmava a independência das nações que dela faziam parte. O presidente soviético, Mikhail Gorbatchov, no entanto, só confirmou oficialmente que o Estado soviético deixava de existir em 25 de dezembro, data que marca a independência plena de todas as ex-repúblicas soviéticas.
Apesar de não ter efeito oficial e direto sobre a URSS, o acordo permitiu que as repúblicas se unissem para declarar a independência, fortalecendo os movimentos liberais e enfraquecendo assim o poder central soviético, que, perdendo pouco a pouco suas instituições, nada poderia fazer a não ser decretar seu fim, como de fato ocorreu.
O acordo também estabeleceu a Comunidade dos Estados Independentes, a fim de integrar as repúblicas que se separavam, e recebeu esse nome por ter sido assinado nos bosques de Białowieża, que se estendem da Bielorrússia à Polônia.
As seguintes partes assinaram o documento:
- Rússia Soviética → Federação Russa
- Ucrânia Soviética → Ucrânia
- Bielorrússia Soviética → República da Bielorrússia

Os parlamentos da Ucrânia e Bielorrússia ratificaram o documento em 10 de dezembro. O Parlamento russo ratificou em 12 de dezembro.
As seguintes partes aderiram ao acordo:
- Cazaquistão (23 de dezembro de 1991)
- Turquemenistão (26 de dezembro de 1991)
- Uzbequistão (4 de janeiro de 1992)
- Armênia (8 de janeiro de 1992)
- Quirguistão (14 de janeiro de 1992)
- Tajiquistão (26 de junho de 1993)
- Azerbaijão (24 de setembro de 1993)
- Geórgia (3 de dezembro de 1993)
- Moldávia (8 de abril de 1994)